# Josef Sauerland
Josef Sauerland (* 13. Januar 1922 in Warburg; † 30. Oktober 1991 ebenda) war ein deutscher Maler und Bildhauer.

## Leben und Wirken
Als Sohn des Bildhauers Christian Sauerland und seiner Frau Christine, geb. Wünnenberg, wuchs er in Warburg auf und machte dort nach der Schulzeit zunächst eine Malerlehre. Als Sechzehnjähriger wurde er in die Folkwang-Schule in Essen aufgenommen und begann dort ein Kunststudium. 1941 als Soldat eingezogen, wurde er im Zweiten Weltkrieg schwer verwundet und 1944 entlassen. Zunächst versuchte er, sein Studium der Malerei an der Folkwang-Schule fortzusetzen, bis ein Bombenangriff dies unmöglich machte. Er wechselte an die Hamburger Kunstakademie und schloss dort seine Studien ab.
Danach lebte er als freier Maler und Bildhauer in Warburg. Am Osterberg baute er sich ein Wohnhaus und eine Werkstatt. 1963 heiratete er Margarete Bergmann, die ihm drei Kinder schenkte. In jenen Jahren schuf er eine Reihe herausragender Porträts und setzte sich malerisch mit den Ansichten der Stadt auseinander. Sein Stil zeigte sich zunächst noch dem deutschen Impressionismus verbunden, jedoch wurden seine Bilder eher durch klare Farbflächen gegliedert. Zudem schuf er eine Reihe von bauplastischen Werken und gestaltete unter anderem die Eingänge des Gymnasiums Marianum  und mehrere Brunnenanlagen im öffentlichen Stadtraum von Warburg.
Nach seinem sechzigsten Lebensjahr widmete er sich ganz der Malerei. Sein Stil änderte sich langsam. Die Farbe als eigenständige Materie gewann an Bedeutung, der Farbauftrag wurde immer dicker, die Bildoberfläche geradezu ein Relief. Er setzte nicht mehr farbige Flächen aneinander, sondern arbeitete mit wuchtigen, kurzen Pinselstrichen. Er begann, äußere Gegebenheiten zur Darstellung innerer Zustände zu nutzen und wurde ein Expressionist, seine Bilder wurden zum Spiegel seiner Seele. Die Wiedergabe der äußeren Wirklichkeit im Sinne eines Realismus trat deutlich in den Hintergrund.
Am 30. Oktober 1991 starb Josef Sauerland und wurde auf dem Altstädter Friedhof in Warburg begraben. Über 160 Ölbilder wurden danach von den Erbinnen des Künstlers in die Obhut des Museumsvereins in Warburg gegeben.

## Ausstellungen
2011 Museum im Stern in Warburg: „Josef Sauerland – Ein Warburger Maler“